# 林昌烈

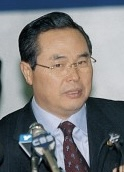
林昌烈

林昌烈（韓語：임창열；1944年5月27日—），是韩国经济副总理兼财政经济院长官。1997年亚洲金融危机爆发，他作为贸易部长接替姜庆植，他表示即使没有国际货币基金组织的援助，韩国也会尽一切努力生存下去。